# Lipizzano

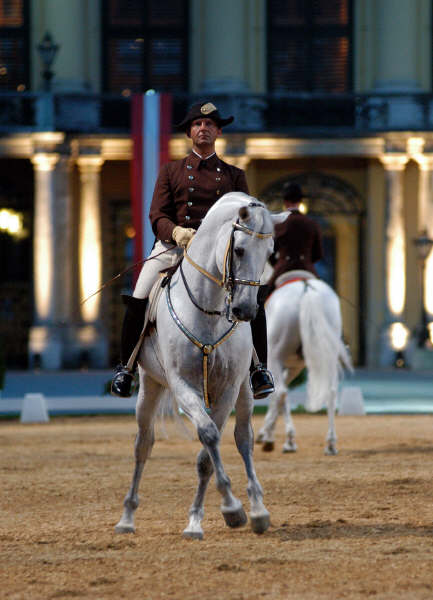
Ejemplar de Lipizzano.

Durante cuatro siglos se ha formado y consolidado el caballo de raza lipizzana, que se originó en la dura tierra del Carso, en Lipica —pronunciado Lipitza—, Eslovenia. Ya en los tiempos de los romanos se hablaba mucho sobre el caballo cársico, el antepasado del lipizzano, que habitaba los yermos pastos de esta región. La sangre del caballo tordillo del Carso se había mezclado con la de los caballos españoles, napolitanos, árabes y de Kladruber. Así nació el lipizzano de hoy, conocido por su blanca belleza, por su inteligencia y por su movimiento —su atracción se encuentra justamente en su movimiento armónico—.
El nombre de la raza deriva del pueblo de Lipica (en esloveno: Lipizza), que formaba parte del imperio de los Habsburgo en la época en que se desarrolló la raza, actualmente en Eslovenia, una de las primeras yeguadas establecidas; la yeguada de allí sigue activa. La raza se ha visto amenazada en numerosas ocasiones por los conflictos bélicos que asolaron Europa, como durante la Guerra de la Primera Coalición, la Primera Guerra Mundial y la Segunda Guerra Mundial. El rescate de los lipizzanos durante la Segunda Guerra Mundial por las tropas estadounidenses se hizo famoso en la película de Disney El milagro de los sementales blancos.
El Lipizzano está estrechamente asociado con la Escuela Española de Equitación de Viena, Austria, donde los caballos demuestran los movimientos de la haute école o "alta escuela" de la Doma clásica, incluidos los saltos estilizados y muy controlados y otros movimientos conocidos como los "aires por encima del suelo". Estos caballos se crían principalmente en la Yeguada Federal de Piber, cerca de Graz, y se entrenan con métodos tradicionales de doma clásica que se remontan a cientos de años atrás.
Ocho sementales son reconocidos como los sementales fundadores clásicos de la raza, todos paridos a finales del siglo XVIII y principios del XIX. Todos los Lipizzanos modernos remontan sus líneas de sangre a estos ocho sementales, y todos los sementales de cría han incluido en su nombre el nombre del semental fundador de su línea de sangre. También se conocen líneas de yeguas clásicas, con hasta 35 reconocidas por varios registros de la raza. La mayoría de los caballos se registran a través de las organizaciones miembros de la Federación Internacional Lipizzana, que abarca casi 11 000 caballos en 19 países y en 9 yeguadas estatales de Europa. La mayoría de los Lipizzanos residen en Europa, con un número menor en América, Sudáfrica y Australia.
Las tradiciones de cría del caballo lipizzano están reconocidas por la UNESCO e inscritas en la Lista Representativa del Patrimonio Cultural Inmaterial de la Humanidad.

## Características

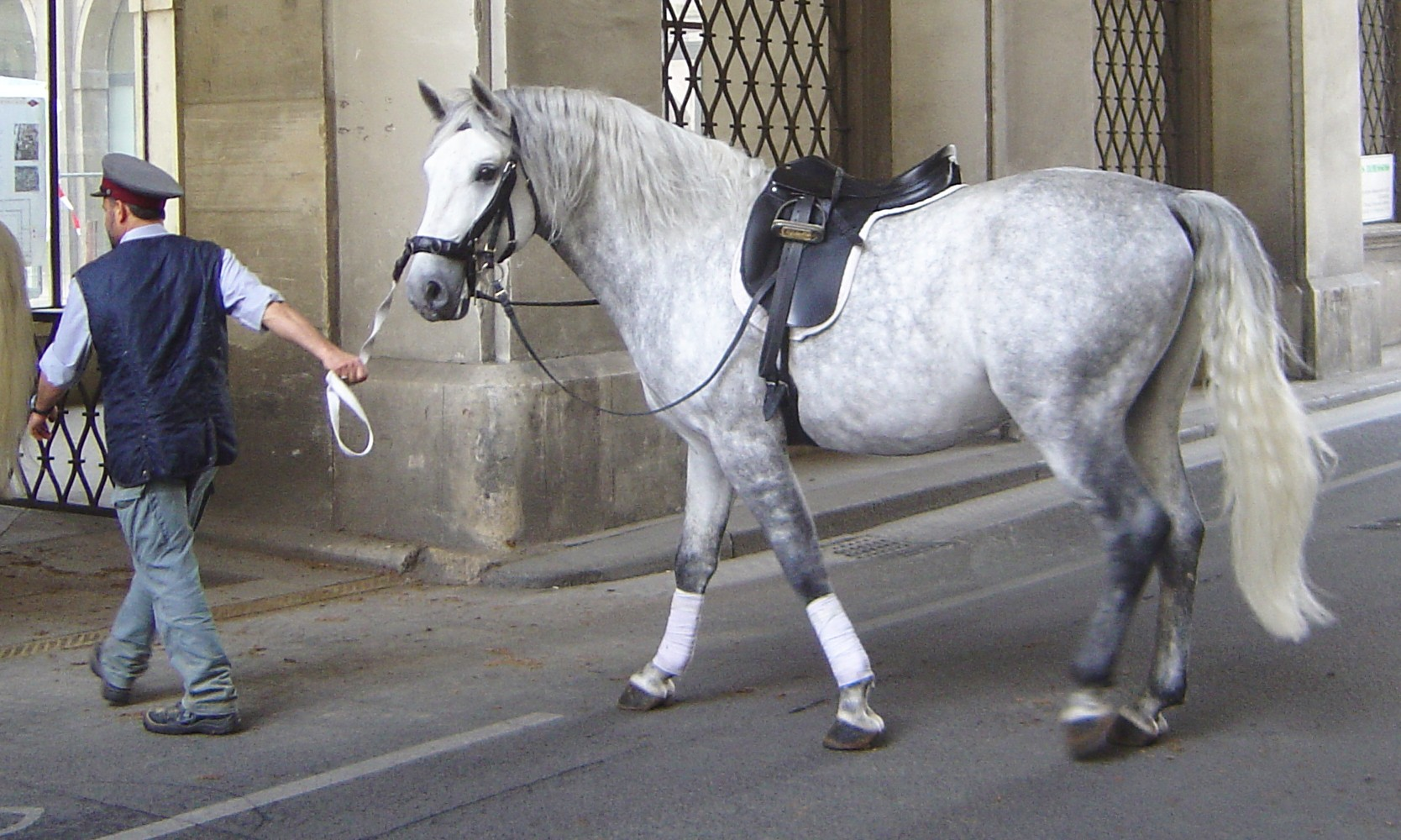
Joven semental lipizzano a mitad del proceso de encanecimiento

La mayoría de los lipizzanos adultos miden entre 14.2 y 15.2. Sin embargo, los caballos criados para acercarse más al tipo original de caballo de tiro son más altos, acercándose a 16.1. Los lipizzanos tienen una cabeza larga, con un perfil recto o ligeramente convexo. La mandíbula es profunda, las orejas pequeñas, los ojos grandes y expresivos y los orificios nasales acampanados. Tienen un cuello robusto pero arqueado y una cruz baja, musculosa y ancha. Es un caballo barroco, con el pecho ancho y profundo, la grupa ancha y los hombros musculosos. La cola es alta y bien colocada. Las patas son musculosas y fuertes, con articulaciones anchas y tendones bien definidos. Los pies tienden a ser pequeños, pero son resistentes.
Los caballos lipizanos tienden a madurar lentamente. Sin embargo, viven y están activos durante más tiempo que muchas otras razas, con caballos que realizan los difíciles ejercicios de la Escuela Española de Equitación hasta bien entrados los 20 años y viven hasta los 30.

### Color

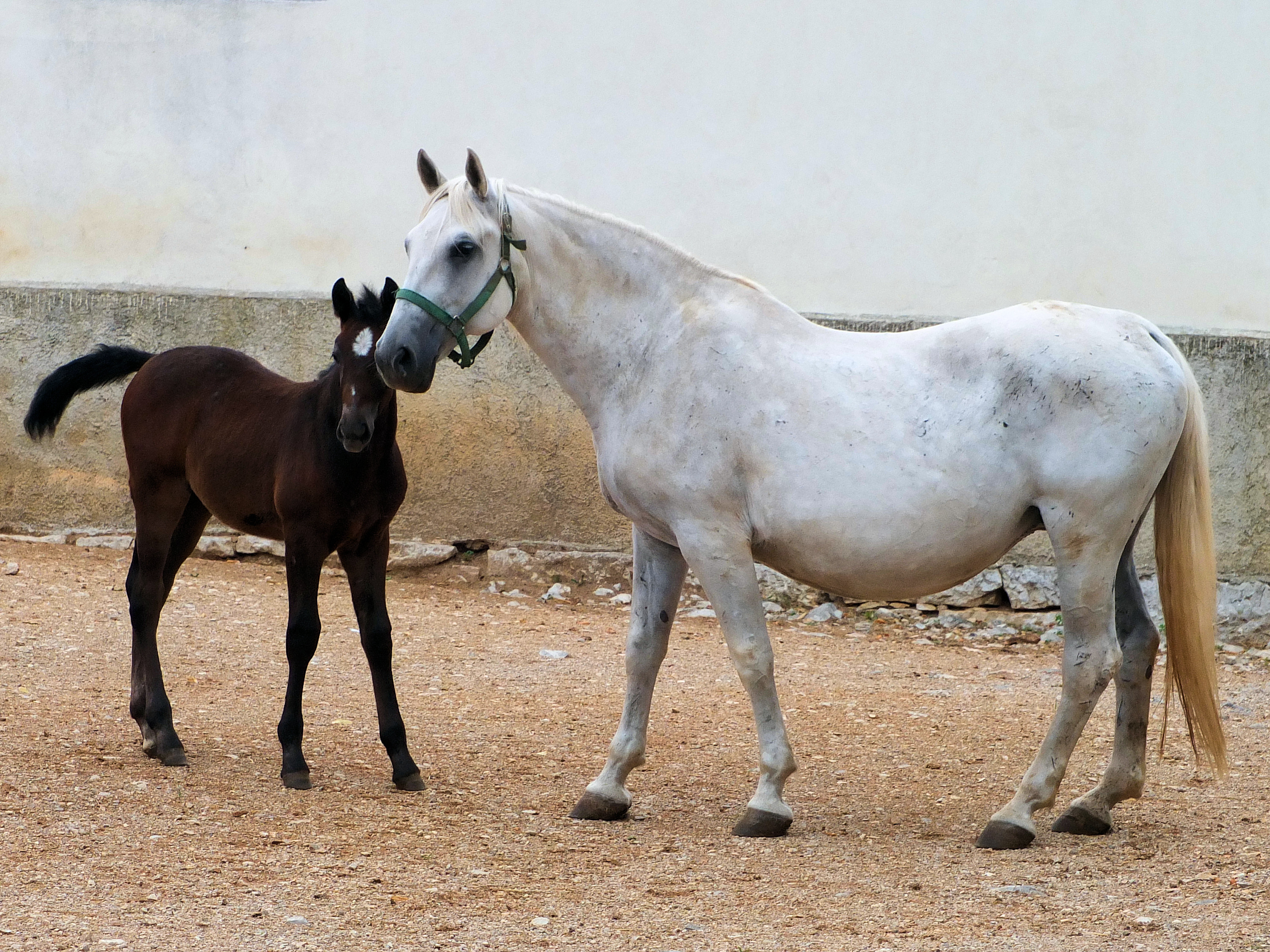
Yegua y potro oscuro

Aparte del raro caballo de color sólido (normalmente bayo o negro), la mayoría de los Lipizzans son tordos. Como todos los caballos grises, tienen la piel negra, los ojos oscuros y, cuando son adultos, el pelo blanco. Los caballos grises, incluidos los Lipizzans, nacen con un pelaje pigmentado -en los lipizzanos, los potros suelen ser de color bayo o negro- y se vuelven más claros cada año a medida que se produce el proceso de encanecimiento, que se completa entre los 6 y los 10 años de edad. Los lipizzanos no son en realidad verdaderos blancos, pero esta es una idea errónea común. Un caballo blanco nace blanco y tiene la piel sin pigmentar.

## Historia
En el siglo XVI las tierras eslovenas pertenecían a la monarquía austriaca de los Habsburgo. La monarquía era grande y para poder dominarla, los caballos fueron indispensables para las necesidades de la corte, para los transportes, el correo –y también para la Escuela Española de Equitación. Como la cría caballar española, que fue la más importante y distinguida en la Europa occidental y central, empezó a decaer, la monarquía austriaca decidió independizarse y crear su propia cría de caballos. 
Por estas razones el archiduque austriaco Carlos II (entronizado príncipe de las regiones eslovenas bajo la corona austriaca), compró el 19 de mayo de 1580 el pueblo de Lipica con sus alrededores (estando convencido de que el terreno cársico se parecía al terreno andaluz e italiano), así como la caballeriza con su rebaño de caballos cársicos. Así empezaron con la cría de los caballos de la primera clase. Al principio la llamaron «caballos de raza cársica de cría lipizzana», sin embargo, hace doscientos años cambiaron el nombre en «Lipizzano» según el pueblo Lipizza (en esloveno: Lipica). 
Durante todos estos años, algunas veces, por las guerras que se cebaban en la región del Carso, los caballos de Lipizza fueron trasladados a otros lugares del Imperio austrohúngaro, pero siempre regresaron a su pueblo natal. Sin embargo, después de la Segunda Guerra Mundial, el rebaño de caballos de Lipizza fue repartido: una mitad de ellos fue trasladada a Italia, la otra mitad a Austria, y sólo después de muchos esfuerzos, las autoridades angloamericanas (bajo cuya autoridad se encontraba Lipizza entonces) devolvieron tan sólo once caballos lipizzanos a Lipizza, que entonces pertenecía a Yugoslavia. La yeguada lipizzana, que antes poseía más de 300 caballos, tuvo que empezar de nuevo.

### Caballos fundadores
Hoy en día, hay ocho líneas de fundadores para los Lipizzanos reconocidas por varios registros, que se refieren a ellas como "dinastías". Se dividen en dos grupos.  Seis se remontan a los sementales clásicos de fundación utilizados en los siglos XVIII y XIX por la yeguada Lipizza, y dos líneas adicionales no se utilizaron en Lipizza, pero sí en otras yeguadas dentro de los límites históricos de la Imperio de los Habsburgo.
Las seis "dinastías clásicas" son:
- Plutón: un semental gris español de la Yeguada Real Danesa, parido en 1765[1]
- Conversano: un semental napolitano negro, parido en 1767[1]
- Maestoso: un semental gris de la yeguada Kladrub con una madre española, parido en 1773, todos los descendientes actuales proceden de Maestoso X, parido en Hungría en 1819.
- Favory: un semental pardo de la yeguada Kladrub, parido en 1779[1]
- Neapolitano: un semental bayo napolitano procedente de la Polesina, parido en 1790[1]
- Siglavy: un semental gris árabe, originario de Siria, parido en 1810[7]

Dos líneas de sementales adicionales se encuentran en Croacia, Hungría y otros países de Europa del Este, así como en América del Norte. Son aceptadas como iguales a las seis líneas clásicas por la Federación Internacional Lipizana. Son:
- Tulipán: Un semental negro de tipo barroco y pedigrí español parido hacia 1800 de la yeguada croata de Terezovac, propiedad del conde Janković-Bésán.[6]
- Incitato: Un semental de líneas españolas parido en 1802, criado en Transilvania por el Conde Bethlen, y vendido a la yeguada húngara Mezőhegyes[6]

Varias otras líneas de sementales se han extinguido a lo largo de los años, pero se utilizaron en la cría temprana de los caballos. Además de las líneas de sementales fundacionales, había 20 líneas de yeguas "clásicas", 14 de las cuales existen en la actualidad. Sin embargo, hasta 35 líneas de yeguas son reconocidas por varias organizaciones lipizanas.
Se utilizan patrones de nomenclatura tradicionales tanto para los sementales como para las yeguas, exigidos por el registro de la raza lipizana. Los sementales reciben tradicionalmente dos nombres, siendo el primero la línea del padre y el segundo el nombre de la madre. Por ejemplo, "Maestoso Austria" es un caballo engendrado por Maestoso Trompeta de una yegua llamada Austria. La línea paterna del caballo se remonta al padre fundador Maestoso. Los nombres de las yeguas se eligen para que sean "complementarios a los nombres tradicionales de la línea lipizana" y se requiere que terminen en la letra "a".

## Actualidad
La yeguada de Lipizza (cuya finca mide 311 ha) tiene hoy en día el título de establecimiento público, sus caballos han sido proclamados monumento cultural de la República de Eslovenia. Es más, tanto la raza lipizzana como su nombre están registrados geográficamente.
En Eslovenia viven más de 600 lipizzanos, 308 en las caballerizas de Lipizza y unos 300 en las fincas de criadores privados. La raza está presente por todo el mundo, sobre todo en Europa y los Estados Unidos, pero también en Chile ( www.escl.cl (enlace roto disponible en Internet Archive; véase el historial, la primera versión y la última). ) Australia y África. Sin embargo, sólo existen unos 6000 lipizzanos en el mundo, y una buena mitad de ellos son caballos sementales.
En 1986 fue fundada en Lipizza la Asociación Internacional de Criadores de Lipizzanos (Lipizzan international federation).

## El rebaño
Hay seis líneas originales de caballos sementales: Pluto, Conversano, Neapolitano, Favory, Maestoso y Siglavy. Y las yeguas de linaje: Spadiglia, Argentina, África, Almerina, Presciana, Englanderia, Europa, Stornella, Famosa, Deflorata, Gidrana, Djerbin, Mercurio, Theodorosta y el nuevo linaje esloveno Rebeca.
En alta escuela de adiestramiento se utilizan sólo los mejores caballos que demuestran una inteligencia sobrenatural y un cuerpo muy fuerte.
Cada año nacen en Lipizza unos cuarenta caballos lipizzanos.
Las yeguas con las crías pacen en los pastizales; a la edad de tres años y medio, los potros empiezan a “ir a la escuela”. Al quinto año, los criadores, según las pruebas, deciden quiénes van a entrar en la alta escuela de adiestramiento, y quiénes serán capados y utilizados como caballos turísticos o caballos de tiro (los últimos son también puestos en venta).

## Sobre la raza
El lipizzano figura entre las razas de caballo más antiguas del mundo. Tiene una altura de entre 155 y 160 cm, la cabeza es noble, de frente ancha, el cuello «de cisne» es largo y musculoso y aunque el Lipizzano no es uno de los caballos más altos, la forma de su cuello lo hace aún más elegante; la espalda es bastante larga, pero fuerte; la grupa es recta, las piernas son un poco más cortas con las articulaciones bien formadas y uñas fuertes. Los ojos son brillantes y vivos, mirada inteligente, las orejas bien proporcionadas, de tamaño mediano y los ollares son anchos. 
Aunque siempre relacionamos los lipizzanos con el color blanco (de su piel), o al menos gris claro (la única deseada por sus criadores), no siempre es así. Los lipizzanos pueden ser frecuentemente gris oscuro, negros, marrón-grises o marrones oscuros. Lo que sí es verdad es que todos nacen muy oscuros y al crecer su piel se vuelve cada vez más clara. Unos se vuelven blancos ya a la edad de tres o cuatro años, otros a más de quince años.

## Temperamento
El Lipizzano tiene un carácter bondadoso y alegre. Necesita mucha atención y se acostumbra con mucho cariño a su dueño o entrenador. Si se llega a establecer una amistad fuerte con ese caballo, será capaz de hacer mucho. Sin embargo, si se le descuida e ignora, se convierte en una criatura bastante indomable porque su inteligencia emocional está muy bien desarrollada. Para su raza antigua es típica una madurez bastante tardía, longevidad, modestia y perseverancia. Tradicionalmente es distinguido como un caballo para el adiestramiento (la equitación clásica) y tiro ligero representativo. Por su paso resuelto y armónico, su longevidad, capacidad de aprender y conductibilidad excepcional, es más adecuado para las escuelas de adiestramiento del alto nivel que otras razas. 